# Ennu ikke landa
Ennu ikke landa är ett musikalbum med Halvdan Sivertsen. Albumet utgavs i februari 2017 av skivbolaget Nordaførr A/S.

## Låtlista
1. "Baklengs ombord" – 3:48
2. "Pappa'n tell Jesus – 3:31
3. "Idol" – 3:36
4. "Du når ikke frem" – 3:42
5. "Helga" – 3:51
6. "Anna Karoline (den siste jekta)" – 4:02
7. "Gamle kanona (verden sett fra Nyholms skandse)" – 3:33
8. "Ung" – 4:08
9. "Når saken snues på hodet" – 3:21
10. "Har du sett lyset?" – 3:21
11. "God natt-visa" – 3:18

- Alla sångar skrivna av Halvdan Sivertsen.

## Medverkande
Musiker
- Halvdan Sivertsen – sång, gitarr
- Terje Nohr – gitarr, dobro, mandolin, körsång
- Rune Mathisen – trummor, percussion, körsång
- Trond-Viggo Solås – kontrabas, körsång, kördirigent
- Marit Ellisiv Bakken – sångpedagog
- Børge Fjordheim – percussion, tramporgel, klockspel, körsång
- Tore Johansen – trumpet
- Ragnhild Furebotten – violin

Produktion
- Børge Fjordheim – musikproducent, ljudmix
- Trond-Viggo Solås – musikproducent
- Aksel Bakke, Are Simonsen – ljudtekniker
- George Tanderø – ljudmix, mastering
- Raymond Engmark, Brynjar Erdahl, Cathrine Terese Persson – foto
- Martin Kvamme – omslagsdesign